# كين مكدونالد
كين مكدونالد (بالإنجليزية: Ken McDonald)‏ (26 سبتمبر 1957 بفيلادلفيا في الولايات المتحدة - ) هو لاعب كرة قدم أمريكي في مركز الدفاع. لعب مع سان خوزيه إيرث كويكس وتلسا رافنكس وDenver Avalanche ‏ وPennsylvania Stoners ‏ وسَانت لويس ستيمرز ‏.